# Wayne Brabender
Wayne Donald Brabender Cole (ur. 6 października 1945 w Montevideo) – amerykański koszykarz, występujący na pozycjach rzucającego obrońcy i niskiego skrzydłowego, posiadający także hiszpańskie obywatelstwo, po zakończeniu kariery zawodniczej trener koszykarski.
22 maja 1968 przyjął hiszpańskie obywatelstwo.
W 1988 roku pełnił funkcję asystenta trenera kadry Hiszpanii podczas igrzysk olimpijskich w Seulu. Rok później zdobył mistrzostwo świata już jako główny trener kadry U–22.

## Osiągnięcia

### College
- Zaliczony do składu NAIA All-American[1]
- Wybrany do galerii sław[1]:
  - Cougar Hall of Fame
  - Northern Sun Intercollegiate Conference Hall of Fame

### Drużynowe
- Mistrz:
  - Euroligi (1968, 1974, 1978, 1980)[2]
  - Klubowy mistrz świata (1981)
  - Hiszpanii (1968–1977, 1979, 1980, 1982)[2]
- Wicemistrz Hiszpanii (1978, 1981, 1983)
- Brązowy medalista mistrzostw Hiszpanii (1981)
- Zdobywca:
  - Pucharu Hiszpanii (1970–1975, 1977)[2]
  - Pucharu Interkontynentalnego (1976-1978, 1981)
- Finalista:
  - Euroligi (1969, 1975, 1976)
  - pucharu:
    - Interkontynentalnego (1968, 1970)
    - Hiszpanii (1969, 1976, 1978, 1981, 1982)
    - Saporty (1982)

### Indywidualne
- 5-krotny uczestnik FIBA All-Star Games (1974–1976, 1979, 1980)
- Zaliczony do grona:
  - 50 najlepszych zawodników w historii rozgrywek FIBA (1991)
  - 50 Greatest Euroleague Contributors (2008)

### Reprezentacja
Drużynowe
- Wicemistrz Europy (1973)[2]
- dwukrotny uczestnik mistrzostw świata (1974 – 5. miejsce, 1982 – 4. miejsce)[2]
- dwukrotny uczestnik igrzysk olimpijskich (1972 – 11. miejsce, 1980 – 4. miejsce)[1]
- 6-krotny uczestnik mistrzostw Europy (1971, 1973, 1975 – 4. miejsce, 1977, 1979, 1981)[3]

Indywidualne
- MVP mistrzostw Europy (1973)[1]
- Lider strzelców mistrzostw świata (1974)[4]
- Zaliczony do I składu mistrzostw świata (1974)

### Trenerskie
- Finalista Pucharu Koracia (1991)